# Cristodulo di Alessandria (calcedoniano)
Papa Cristodulo (Aleppo, IX secolo – 932), è stato papa e patriarca greco-ortodosso di Alessandria e di tutta l'Africa tra il 907 e il 932.
Nativo di Aleppo,  sarebbe salito al trono dopo tre anni di vacanza. Fu prima ordinato a Gerusalemme dal patriarca Elia; gli alessandrini pretesero il rinnovo dell'ordinazione nella sua Chiesa, cosa che avvenne nel 907 secondo le fonti moderne o l'8 giugno 908 (4º giorno di ramadan del 295 del calendario islamico) secondo le fonti dei Padri Benedettini. Durante il suo patriarcato, la rinomata Chiesa di Cesario fu bruciata. Ancora secondo le fonti dei Padri Benedettini, sarebbe morto il 21 dicembre 933 (ovvero nel 320 del calendario islamico) piuttosto che nel 932.